# Hiili Hiilesmaa
Kai Hiili Markus Hiilesmaa (nacido en diciembre de 1966 en Helsinki) es un músico finlandés, productor e ingeniero. Ha producido en varias bandas de éxito internacional como The 69 Eyes, Apocalyptica, HIM, Lordi, Moonspell, Negative y Sentenced.
Además de la producción, Hiilesmaa se ha dedicado también a la batería en bandas como Road Crew y el teclado en bandas como Itä-Saksa. Actualmente está trabajando como vocalista en Skreppers y hasta 2011 como batería en KYPCK.

## Discografía
Apocalyptica
- Inquisition Symphony (1998)

Ancara
- Chasing Shadows (2009)

Eilera
- Precious Moment (2005)
- Fusion (2007)

HIM
- 666 Ways to Love: Prologue (1996)
- Greatest Love Songs Vol. 666 (1997)
- Love Metal (2003)
- And Love Said No: The Greatest Hits 1997–2004 (2004)
- Venus Doom (2007)
- Shatter Me With Hope (Sword Of Democles version) From the Heartkiller CD Single (2010)

Moonspell
- Darkness and Hope (2001)
- The Antidote (2003)

The 69 Eyes
- Devils (2005)
- Angels (2007)

Negative
- Planet Of The Sun (2006)

Lordi
- The Monsterican Dream (2004)

Ruoska
- Rabies (2008)

Poisonblack
- Of Rust and Bones (2010)